# Maria van Silezië-Bytom
Maria van Silezië-Bytom (circa 1295 - Temesvár, 15 december 1317) was van 1308 tot aan haar dood koningin-gemalin van Hongarije. Ze behoorde tot de Silezische tak van het huis Piasten.

## Levensloop
Maria was het derde kind en de enige dochter van hertog Casimir van Bytom uit diens huwelijk met Helena, wier afkomst onbekend gebleven is.
In 1306 huwde ze met Karel Robert van Anjou (1288-1342), troonpretendent van het koninkrijk Hongarije. Het huwelijk was er waarschijnlijk gekomen op initiatief van groothertog Wladislaus de Korte van Polen. Door de alliantie met Polen verstevigde Karel Roberts positie als troonpretendent en kon hij in 1308 koning van Hongarije worden. Na aankomst van het echtpaar in Hongarije werd Maria in Székesfehérvár tot koningin-gemalin gekroond.
Er is weinig geweten over de rol van Maria aan het koninklijk hof. Ze overleed in december 1317 en werd bijgezet in de koninklijke grafkelder in de basiliek van de Maagd Maria in Székesfehérvár.

## Nakomelingen
Maria van Bytom en Karel I Robert van Hongarije kregen twee dochters:
- Catharina (overleden in 1355), huwde met hertog Hendrik II van Schweidnitz
- Elisabeth (overleden in 1367), huwde met Boleslaw van Opole